# Hygrophoropsis fuscosquamula
Hygrophoropsis fuscosquamula är en svampart som beskrevs av P.D. Orton 1960. Hygrophoropsis fuscosquamula ingår i släktet Hygrophoropsis och familjen Hygrophoropsidaceae.   Inga underarter finns listade i Catalogue of Life.